# Salarias sinuosus
Salarias sinuosus és una espècie de peix de la família dels blènnids i de l'ordre dels perciformes.

## Morfologia
- Els mascles poden assolir 6 cm de longitud total.[1][2]

## Reproducció
És ovípar.

## Hàbitat
És un peix marí de clima tropical i associat als esculls de corall que viu entre 0-5 m de fondària.

## Distribució geogràfica
Es troba a Pinda (Moçambic), les Seychelles, Tonga i des del Japó fins a Austràlia.